# JScript .NET
JScript .NET — це мова програмування .NET, розроблена Microsoft.
Основні відмінності між JScript та JScript .NET можна узагальнити таким чином: По-перше, JScript — це мова сценаріїв, і тому такі програми (або, більш припустимо, сценарії) можна виконувати без необхідності спочатку компілювати код. Це не так з компілятором командного рядка JScript .NET, оскільки ця версія наступного покоління для виконання спирається на .NET Common Language Runtime (CLR), що вимагає компіляції коду до Common Intermediate Language (CIL), раніше називався Microsoft Intermediate Language (MSIL), перед його запуском. Проте, JScript .NET все ще забезпечує повну підтримку інтерпретації коду під час виконання (наприклад, за допомогою конструктора функцій або функції eval), і дійсно інтерпретатор може бути відкритий спеціальними програмами, що розміщують механізм JScript .NET через інтерфейси VSA.
По-друге, JScript має міцну основу в технологіях Microsoft ActiveX/COM і, перш за все, покладається на компоненти ActiveX, щоб забезпечити значну частину його функціональних можливостей (включаючи доступ до бази даних через ADO, обробку файлів тощо), тоді як JScript .NET використовує .NET Framework для забезпечують еквівалентну функціональність. Для зворотної сумісності (або там, де немає еквівалентної бібліотеки .NET), JScript .NET все ще надає повний доступ до об'єктів ActiveX через .NET / COM Interop, використовуючи як конструктор ActiveXObject, так і стандартні методи класу .NET Type.
Незважаючи на те, що .NET Framework та .NET -мови, такі як C# та Visual Basic .NET, отримали широке поширення, JScript .NET ніколи не приділяв особливої уваги ЗМІ чи розробникам. Він не підтримується у головному інструменті розробки Microsoft, Visual Studio .NET. Однак ASP.NET підтримує JScript .NET.